# Glenea centralis
Glenea centralis é uma espécie de escaravelho da família Cerambycidae. Foi descrita por Stephan von Breuning em 1956. Contém as variedades Glenea centralis var. ruficra.